# Банчіанг
Археологічний пам'ятник Банчіанґ (тай. แหล่งโบราณคดีบ้านเชียง) розташовується на північному сході Таїланду, в провінції Удонтхані, являє собою залишки поселення бронзового століття.
На місці розкопок створено музей, в якому представлені вироби з бронзи, глиняний посуд з яскравим розфарбуванням, знайдені скелети. Частину експонатів передали в Національний музей у Бангкоку.
У 1992 році був включений в список Всесвітньої спадщини ЮНЕСКО.